# Pozuelo del Páramo
Pozuelo del Páramo is een gemeente in de Spaanse provincie León in de regio Castilië en León met een oppervlakte van 36,23 km². Pozuelo del Páramo telt 465 inwoners (1 januari 2016).

## Demografische ontwikkeling
Bron: INE, 1857-2011: volkstellingen
Opm.: Tot 1857 behoorde Pozuelo del Páramo tot de gemeente La Antigua